# 다인승차량전용차로

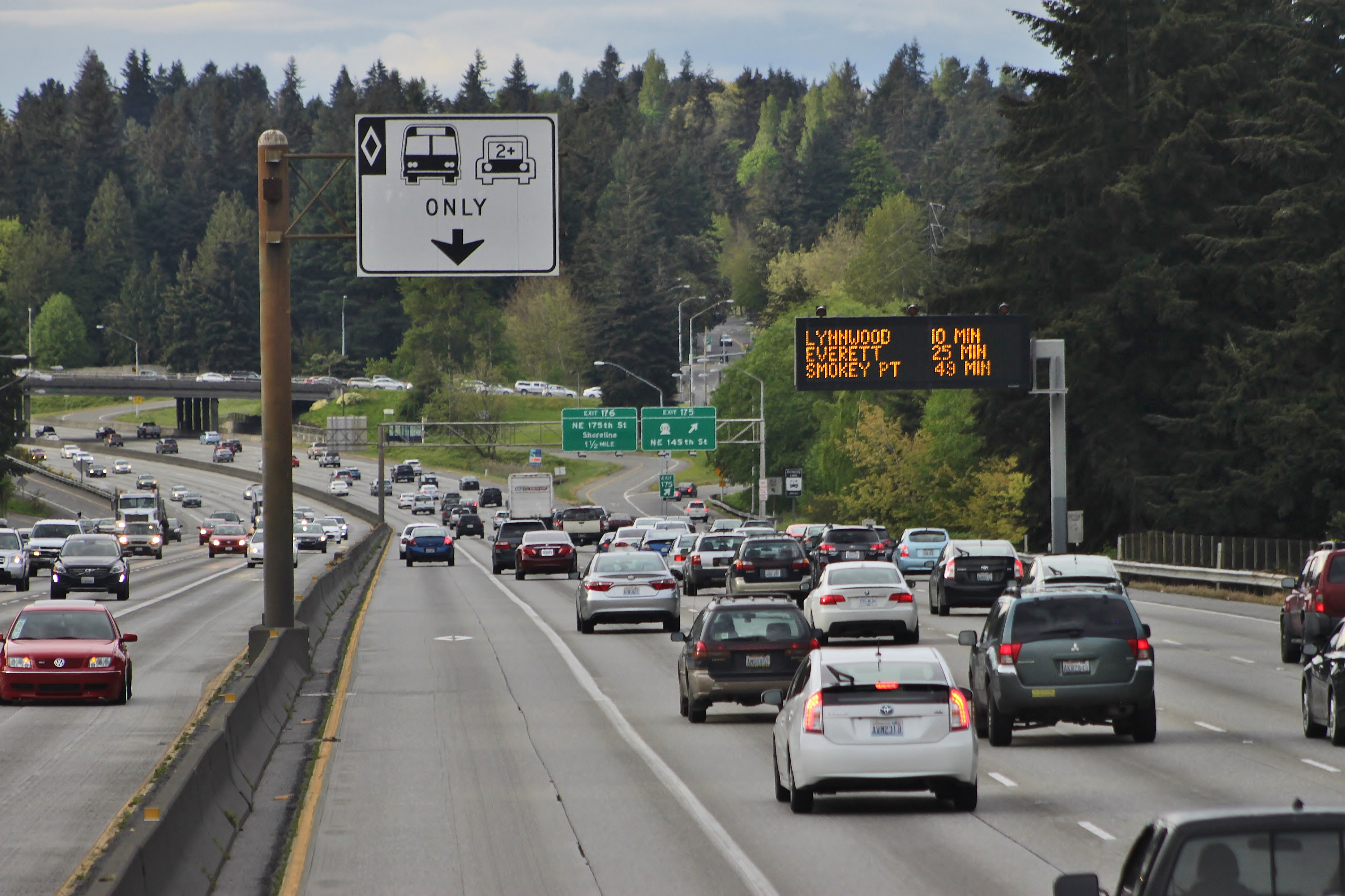
미국 워싱턴주 시애틀 인터스테이트 5.

다인승차량전용차로(多人乘車輛專用車路, high-occupancy vehicle lane)는 규정 인원 수 이상이 탑승하고 있는 차량만 주행이 가능한 차로이다. 나홀로 차량 수를 절감하고, 정체 완화와 배기가스 배출 절감을 위한 제도로 어떤 나라에서는 하이브리드 차량 등의 친환경차량은 규정 인원 수를 넘지 않아도 주행이 가능한 나라도 있다.

## 같이 보기
- 간선급행버스체계
- 유료도로